# Le Divan de l'infidélité
Pour plus de détails, voir Fiche technique et Distribution.
Le Divan de l'infidélité (Wives and Lovers) est un film américain en noir et blanc réalisé par John Rich, sorti en 1963.

## Synopsis
Bill Austin, écrivain en difficulté, sa femme Bertie et leur fille, vivent dans un modeste appartement, jusqu'à ce que Bill vende ses droits d'auteur pour une adaptation de son roman à Broadway, grâce à son agent Lucinda Ford. La famille déménage dans une nouvelle maison. Bill étant souvent absent pour travailler à Broadway, Bertie se lie d'amitié avec sa voisine alcoolique, Fran Cabrell, et son petit ami Wylie. Ces derniers instillent en Bertie le doute selon lequel Bill et Lucinda pourraient être amants. Par revanche et par jalousie, Bertie se met alors à flirter avec Gar Aldrich, un acteur qui apparaîtra dans la pièce de son mari. Rentrant chez lui, Bill y trouve Gar et le frappe. Lorsque la pièce de Broadway est couronnée de succès, Bill et Bertie décident de donner une nouvelle chance à leur mariage.

## Fiche technique
- Titre : Le Divan de l'infidélité
- Titre original : Wives and Lovers
- Réalisation : John Rich
- Scénario : Edward Anhalt, d'après la pièce The First Wife de Jay Presson Allen
- Musique : Lyn Murray
- Direction artistique : Hal Pereira et Walter H. Tyler
- Décorateur de plateau : Sam Comer et Arthur Krams
- Décors : Emile Kuri et Edwin B. Willis
- Costumes : Edith Head
- Photographie : Lucien Ballard
- Montage : Warren Low
- Producteurs : Hal B. Wallis et Paul Nathan (producteur associé)
- Société de production : Hal Wallis Productions
- Société de distribution : Paramount Pictures
- Pays de production :  États-Unis
- Langue d'origine : anglais américain
- Format : noir et blanc — son : mono (Westrex Recording System)
- Genre : comédie romantique
- Durée : 103 minutes
- Date de sortie: 
  - États-Unis : 28 août 1963 New York
  - France : 11 décembre 1963

## Distribution
- Janet Leigh : Bertie Austin
- Van Johnson : Bill Austin
- Shelley Winters : Fran Cabrell
- Martha Hyer : Lucinda Ford
- Ray Walston : Wylie Driberg
- Jeremy Slate : Gar Aldrich
- Claire Wilcox : Julie Austin
- Lee Patrick : Mme Swanson
- Dick Wessel : M. Liberti
- Dave Willock : Dr. Leon Partridge DDS
- Marianna Hill (non créditée) : rôle indéterminé